# Mary Toft
Mary Toft, född 1701, död 1763, var en engelsk bedragare. Hon blev år 1726 föremål för stort uppseende när hon påstod sig kunna föda kaniner. Flera samtida forskare satte en tid tilltro till historien, Toft undersöktes i London och fallet väckte sensation. Hon kunde senare avslöjas som bedragare och fängslades för bedrägeri. Fallet ledde till att flera då respekterade medicinare blev misskrediterade för att ha satt tilltro till fenomenet. 